# Mallinella zebra
Mallinella zebra là một loài nhện trong họ Zodariidae.
Loài này thuộc chi Mallinella. Mallinella zebra được Tord Tamerlan Teodor Thorell miêu tả năm 1881.